# Tour d'Afrique
Tour d'Afrique är en arrangerad cykeltur, tidigare även ett cykellopp från Kairo, Egypten till Kapstaden, Sydafrika. Längden är cirka 11.200 kilometer, och körs varje år sedan 2003. Sträckningen är Egypten-Sudan-Etiopien-Kenya-Tanzania-Malawi-Zambia-Botswana-Namibia-Sydafrika. Färdväg och möjligheter att cykla anpassas av arrangören i samråd med lokala företrädare. Under våren 2019 bussades deltagare vissa sträckor i Sudan, Etiopien och norra Kenya. Den totala sträckan på cykel för 2019 års deltagare, 10.750 km.    
Det har sagts vara en av världens tuffaste cykelarrangemang. Tour d'Afrique körs från januari till maj och omfattar drygt 90 dagsetapper samt 25 vilodagar. Man cyklar  i genomsnitt ungefär 120 km per etapp. Lastbil och följebilar transporterar personal och utrustning. Deltagarna bor i egna tält. Ibland finns möjlighet att ordna eget boende på egen bekostnad. Vägarna är till största del är asfalterade, men det finns även rejäla avsnitt med grusvägar. En utmaning är värmen och ofta brist på vatten. Arrangörerna  håller med dricksvatten men inte vatten för klädtvätt och dusch.
Tidigare fanns en tävlingsklass med tidtagning. Nu är, vid sidan av cyklingen, fokus lagd på att deltagarna ska uppleva de miljöer och de människor man möter på vägen genom Afrika. Det finns möjlighet att åka med lastbilarna om man inte orkar är skadad eller bara väljer att den dagen inte köra hela eller halva sträckan. Tävlingsåkarna fick tidigare stort tidstillägg för det. Av totalt femtio deltagarna 2009 var det bara cirka tio som cyklade hela sträckan utan undantag. Arrangemanget är indelat i åtta delar. Det finns möjlighet att ansluta på vägen för att köra en eller fler av dessa delsträckor. Det första året 2003 slog loppet Guinness-rekordet för snabbast cykling mellan norra och södra Afrika,121 dagar. 
Fyra svenskar har deltagit:
- Eric Secher, 2007, avbröt i Kenya.
- Anna Adielsson, 2009, fullföljt, ett fåtal dagar med transport.
- Niklas Frisk, 2017, fullföljt, tredje plats, sista året det fanns tävlingsklass, ett fåtal dagar med transport.
- Mats Wennerholm, 2019, fullföljt.

Tour d'Afrique organiseras av TDA Global Cycling, ett kanadensiskt företag. 